# آیدان بارلو
آیدان بارلو (انگلیسی: Aidan Barlow؛ زادهٔ ۱۰ ژانویهٔ ۲۰۰۰) بازیکن فوتبال اهل بریتانیا است.
از باشگاه‌هایی که در آن بازی کرده است می‌توان به باشگاه فوتبال منچستر یونایتد اشاره کرد.
وی همچنین در تیم‌های ملی فوتبال زیر ۱۷ سال انگلستان و زیر ۱۸ سال انگلستان بازی کرده است.